# Samuel Phillips jr.
Samuel Phillips jr. (Andover, Massachusetts, 5 februari 1752 - 10 februari 1802) was een Amerikaanse handelaar, fabrikant, politicus, en de oprichter van de Phillips Academy in Andover, Massachusetts. Phillips wordt gezien als pionier op het gebied van onderwijs in Amerika.

## Biografie
Samuel Phillips jr. werd geboren in Andover, Massachusetts (in het gedeelte dat inmiddels North Andover genoemd wordt). Hij was een afstammeling van Rev. George Phillips van Watertown, de stamvader van de New England familie Phillips in Amerika. Zijn grootvader Rev. Samuel Phillips was de eerste, en gedurende een lange periode, pastoor van de South Church in Andover.
In 1767 rondde hij zijn opleiding aan de Governor Dummer Academy af, in 1771 studeerde hij af aan het Harvard College. Phillips was van 1775 tot 1780 een zeer actief en kundig lid van het Massachusetts Provincial Congress. In 1779 en 1780 was hij een gedelegeerde aan de constitutionele conventie van de staat. Hij was van 1780 tot 1802 een senator van de staat Massachusetts, van 1785 tot zijn dood in 1802 was hij President van de senaat van Massachusetts. Gedurende een korte periode voor zijn dood (1801 - 1802) was Phillips de vijfde luitenant-gouverneur van Massachusetts. In november 1789 begeleidde hij de kort daarvoor gekozen president George Washington op zijn tocht door Massachusetts naar Concord.
Vanaf 1775 ondersteunde Phillips de revolutie door het produceren van buskruit voor de troepen van George Washington in een molen bij de rivier Shawsheen in Andover. Ondanks diverse problemen bleef de kruitmolen in gebruik tot in de jaren 1790. Ook exploiteerde Phillips een papiermolen in Andover.
Tijdens de revolutie, en met financiële ondersteuning van zijn vader en van zijn oom, Dr. John Phillips, richtte Samuel Phillips jr. in Andover de Phillips Academy op, de openingsdatum was 21 april 1778. Hij was in 1780 een charterlid van de American Academy of Arts and Sciences. Evenals de rest van zijn familie en veel patriotten in Massachusetts was Samuel Phillips jr. een strikte calvinist, maar hij had ook een visie op het verbeteren van de maatschappij. In het voorwoord van zijn grondslagen voor een nieuwe school schreef Phillips: "Youth is the important period, on the improvement or neglect of which depend the most important consequences to individuals and the community." ("De jeugd is een belangrijke levensfase, het stimuleren dan wel verwaarlozen van de jeugd heeft belangrijke gevolgen voor individu en samenleving."). Zijn doel met de oprichting van de Phillips Academy was 'het neerleggen van de grondvesten voor publieke school of academie met het doel de jeugd niet slechts te onderwijzen in Engelse en Latijnse grammatica, schrijven, rekenen en die vakken waar zij gebruikelijk les in krijgen, maar in het bijzonder om hun te leren wat het hogere doel en de essentie van het leven is.' Vanaf de start waren studiebeurzen onderdeel van het programma van de Phillips Academy: 'Deze onderwijsinstelling zal toegankelijk zijn voor de gehele jeugd, met voldoende kwalificaties, uit alle geledingen van de maatschappij.'

## Externe koppelingen
- (en) Allis, Frederick S. Jr., Youth from Every Quarter: A Bicentennial History of Phillips Academy, Andover (University Press of New England, 1978).
- (en) Taylor, John. A Memoir of His Honor Samuel Phillips